# Filialkirche Dornbach (Malta)

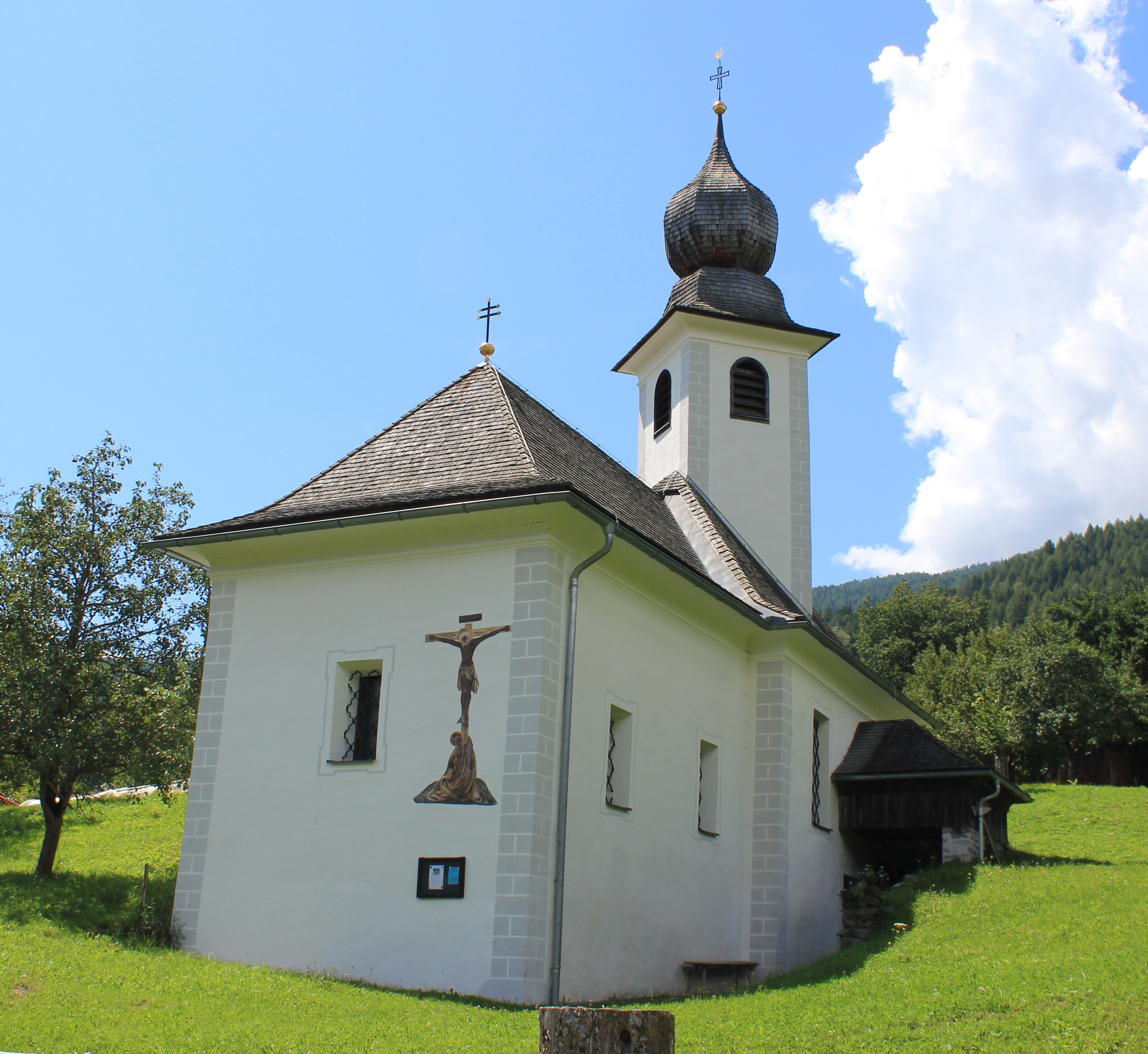
Filialkirche Dornbach

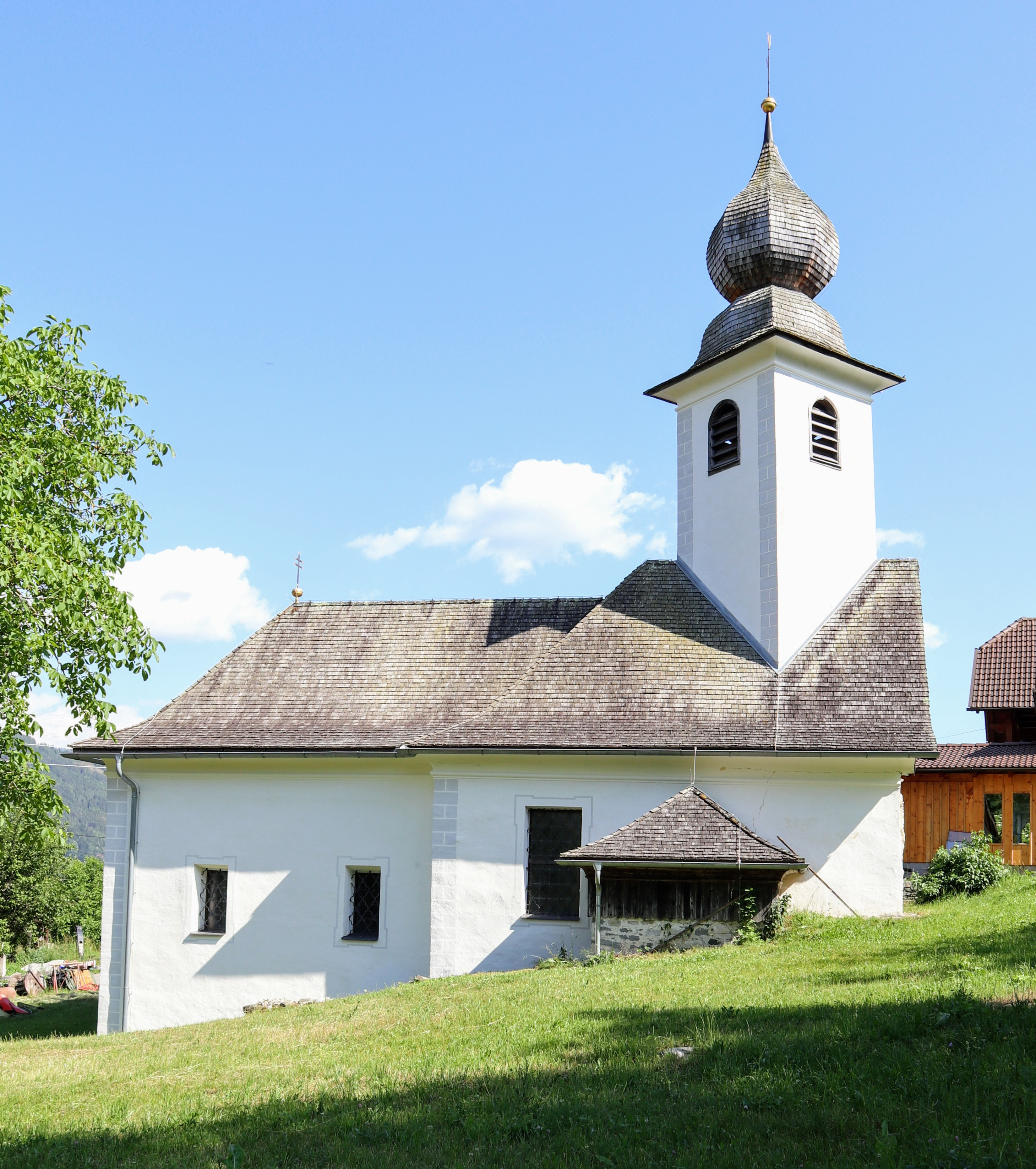

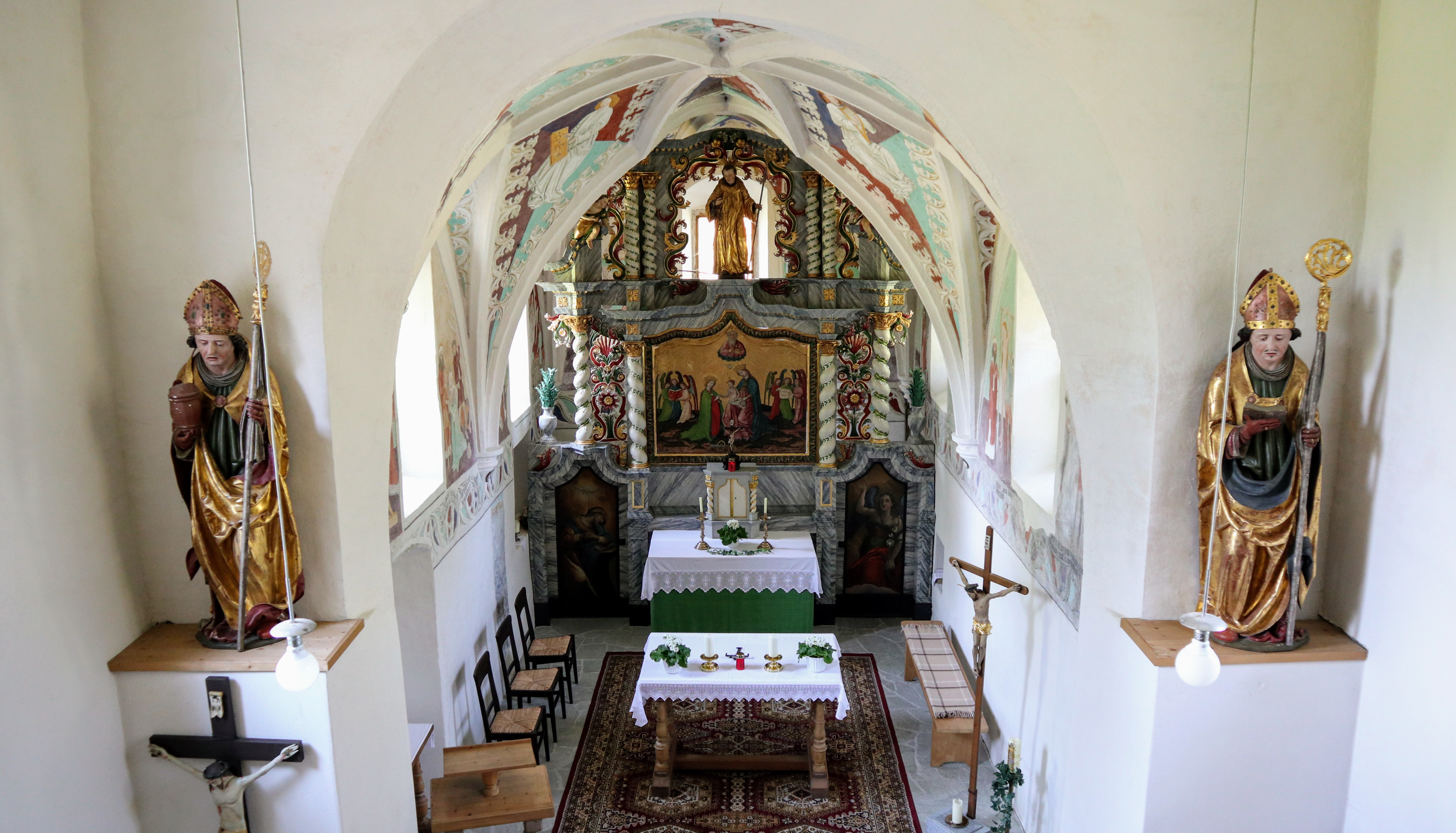
Kircheninneres, Blick von der Empore

Die römisch-katholische Filialkirche Dornbach in der Kärntner Gemeinde Malta ist der heiligen Katharina geweiht und gehört zur Pfarre Malta. Der kleine spätgotische Bau wurde 1461–1463 von Andreas von Weißbriach, dem Schlossherren von Schloss Dornbach, gestiftet.

## Baubeschreibung
Das Langhaus ist im Westen in den Hang gebaut. Der Eingang an der Südseite führt auf die hölzerne Westempore, der Eingang an der Nordseite ist der Haupteingang in den Kirchenraum. Der Dachreiter wurde 1863 aufgesetzt. Der Chor ist außen gerade geschlossen und weist innen einen Fünfachtelschluss auf. Das einschiffige Langhaus ist flachgedeckt und besitzt rechteckige barocke Fenster. Die Schlusssteine und zwei Konsolen des Netzrippengewölbes im Chor sind mit Wappen bemalt.
Die gotischen Fresken an den Wänden und im Chorgewölbe entstanden in der Bauzeit und zeigen einen Südtiroler Einfluss. An der Ostwand ist die Verkündigung an Maria zu sehen, an den beiden Seitenwänden Szenen aus der Katharinenlegende. Die acht musizierenden Engel in den Gewölbefeldern werden von illusionistischen Maßwerkbrüstungen gerahmt.

## Einrichtung
Der zweigeschoßige Hochaltar mit gedrehten Säulen vom Anfang des 18. Jahrhunderts wurde 1732 von Johann Benedikt Fromiller gefasst. Das Mittelbild mit der Darstellung der Verlobung der heiligen Katharina wurde um 1463 in Südtirol gemalt und mit einem barocken Kielbogenrahmen versehen. Am Altartisch steht ein kleines, geschnitztes Kruzifix von 1628, im Aufsatz eine um 1700 gefertigte Figur des heiligen Leonhard von Limoges.
Die spätgotischen Figuren der Heiligen Rupert und Virgil an den Triumphbogenwänden entstanden um 1520 wahrscheinlich in der älteren Villacher Werkstatt. Die Kanzel von 1720 wurde 1732 von Johann Benedikt Fromiller gefasst und zeigt in den Brüstungsfeldern die gemalten Darstellungen der Evangelisten.